# Josselin de Vierzy
Josselin de Vierzy, mort le 24 octobre 1152, est le 57e évêque du diocèse de Soissons dont le mandat dura de 1126 à 1152. Sous son épiscopat débuta l'avant-dernier chantier de reconstruction de la cathédrale de Soissons.

## Biographie
Josselin de Vierzy naît dans la dernière moitié du xie siècle et est originaire du village de Vierzy. Il dispense des cours sur le mont Sainte-Geneviève au tournant du xiie siècle avant de partir pour Soissons vers 1115. Il y intègre le chapitre de la cathédrale et assiste à la mort de l'évêque d'Amiens Godeffroy à l'abbaye Saint-Crépin-le-Grand le 8 novembre 1115 pour lequel il rédige l'épitaphe. Il est ensuite nommé archidiacre en 1118 par l'archevêque de Bourges Léger jusqu'à son élection en tant qu'évêque de Soissons en 1126. Selon Honoré Fisquet, le roi Louis VI le Gros aurait approuvé son élection avec bonheur.
Durant son mandat, il est appelé à servir la royauté et la papauté à plusieurs reprises. En 1131 le pape Innocent II envoie l'évêque en compagnie de Bernard de Clairvaux pour enjoindre le duc d'Aquitaine Guillaume X à soutenir le pape plutôt que son concurrent l'antipape Anaclet II. Il rejoint ensuite le conseil de Louis le Jeune à son accession au trône de France le 1er août 1135 avec l'abbé de Saint-Denis, Suger. Il semblait par ailleurs compter Bernard de Clairvaux et Suger parmi ses amis, le second l'ayant fait participer à la consécration du chœur de la basilique royale de Saint-Denis en le faisant dédicacer l'autel de Saint-Benoît en 1144 et lui dédiant son ouvrage sur la vie de Louis le Gros. Enfin, lorsque Bernard de Clairvaux prêcha la deuxième croisade, Suger convainc l'évêque de Soissons de ne pas y participer et de rester en France pour l'épauler durant la période de régence provoquée par l'absence du roi, ce dernier ayant pris part à la croisade.
Son épiscopat est également marqué par plusieurs évènements importants. Il fonde l'abbaye de Longpont en 1131 avec le soutien de Bernard de Clairvaux. En 1141, le comte de Soissons Renaud III reconnait officiellement être le vassal de l'évêque, ce que confirma son successeur Yves de Nesles en lui rendant l'hommage-lige en 1147. L'évêque entreprends vers le milieu du xiie siècle l'édification d'une nouvelle cathédrale, pour laquelle il lègue à sa mort suffisamment d'argent pour remplacer le maître-autel, couvrir le chœur d'un toit et acheter un terrain supplémentaire.
Il meurt à Soissons le 24 octobre 1152 avec, selon Honoré Fisquet « la réputation d'un savant et vertueux prélat [...] et singulièrement écouté des deux rois sous lesquels il avait vécu ». Il fut inhumé sous la nef de la cathédrale de Soissons avant que son tombeau ne soit déplacé en 1192 pour laisser place à la construction de la cathédrale du xiiie siècle.